# ツヴィッキー (小惑星)
ツヴィッキー (1803 Zwicky) は小惑星帯に位置する小惑星である。スイスの天文学者パウル・ヴィルトがベルン郊外のツィンマーヴァルト天文台で発見した。
スイスの天文学者フリッツ・ツビッキーから命名された。